# Gare de Vintimille
 (février 2017).
Si vous disposez d'ouvrages ou d'articles de référence ou si vous connaissez des sites web de qualité traitant du thème abordé ici, merci de compléter l'article en donnant les références utiles à sa vérifiabilité et en les liant à la section « Notes et références ».
La gare de Vintimille (en italien : Stazione di Ventimiglia) est une gare ferroviaire italienne située à Vintimille, dans la province d'Imperia, en Ligurie.
Elle est le terminus de trois lignes. Elle a donc un rôle important dans le trafic ferroviaire, tant italien que français, du fait de sa situation près de la frontière entre les deux pays.

## Situation ferroviaire
La gare de Vintimille se situe à la tête de trois axes ferroviaires relativement importants — Marseille-Saint-Charles à Vintimille (frontière), Coni à Vintimille et Gênes à Vintimille —, entre mer et montagne, mais aussi à environ 7,3 kilomètres de la frontière franco-italienne. Le trafic voyageurs est donc facilité, surtout entre la France et l'Italie, grâce à ses nombreuses dessertes.

## Histoire
La gare de Vintimille a été inaugurée à la fin de l'année 1871. Elle est devenue gare internationale en 1882, grâce à la construction d'un futur bâtiment voyageurs dont le toit, qui comporte une galerie, surplombe une partie des voies. Lors des années qui ont suivi, le bâtiment d'origine a été remplacé par un bâtiment construit par l'architecte Roberto Narducci. Ce dernier avait été engagé pour la construction d'autres gares italiennes, dont le style rationaliste se retrouve sur d'autres bâtiments publics de la ville tels que la mairie ou le gymnase.
La desserte TGV Paris-Gare-de-Lyon – Vintimille a été limitée à Menton en décembre 2018, puis à Nice-Ville en décembre 2020.

## Équipements
La gare se compose de sept voies destinées aux voyageurs, munies de quais couverts, et accessibles par un passage souterrain. En outre, de nombreuses voies permettent également le stationnement de trains de fret, et une remise permet le stationnement de locomotives.

### Électrification de la gare
Cette gare frontalière possède la particularité d'être électrifiée en 1 500 V continu, alors que les deux lignes encadrantes sont électrifiées autrement :
- la ligne Gênes – Vintimille, venant d'Italie, est électrifiée en 3 000 V continu comme le reste du réseau italien ;
- la ligne Marseille – Vintimille est électrifiée en 25 kV – 50 Hz monophasé.

Cet équipement de la gare de Vintimille peut paraître surprenant, mais il permet aux locomotives des deux pays de circuler dans la gare : les locomotives italiennes fonctionnant en 3 000 V peuvent circuler sous 1 500 V, à demi-puissance, moyennant quelques légères modifications (comme d'ailleurs à Modane) ; les machines françaises arrivant à Vintimille ont dû passer, depuis Marseille, sous les deux types de courant français et sont donc bicourant (1 500 V et 25 kV).

## Galerie de photographies

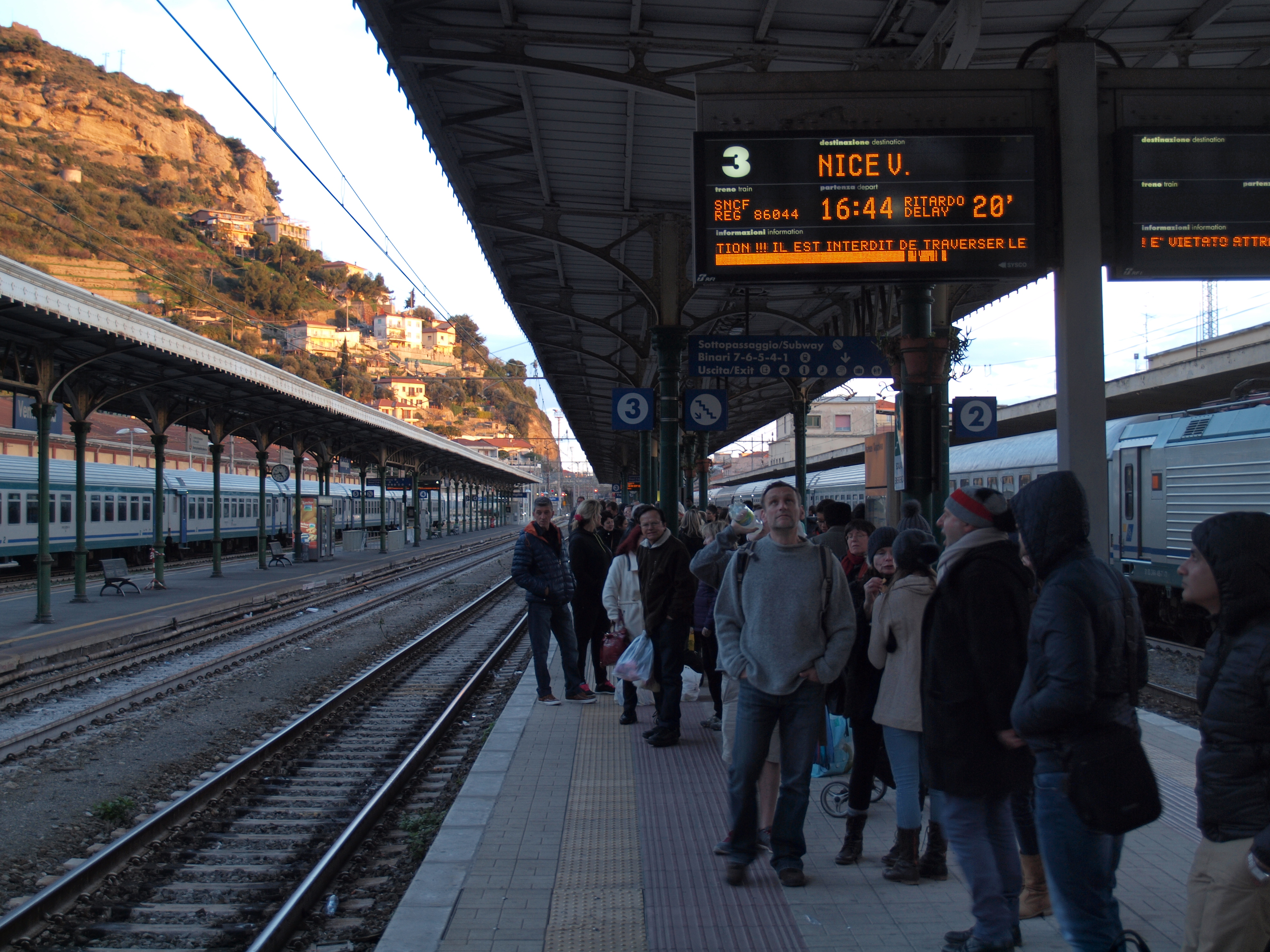
Les quais et les voies.
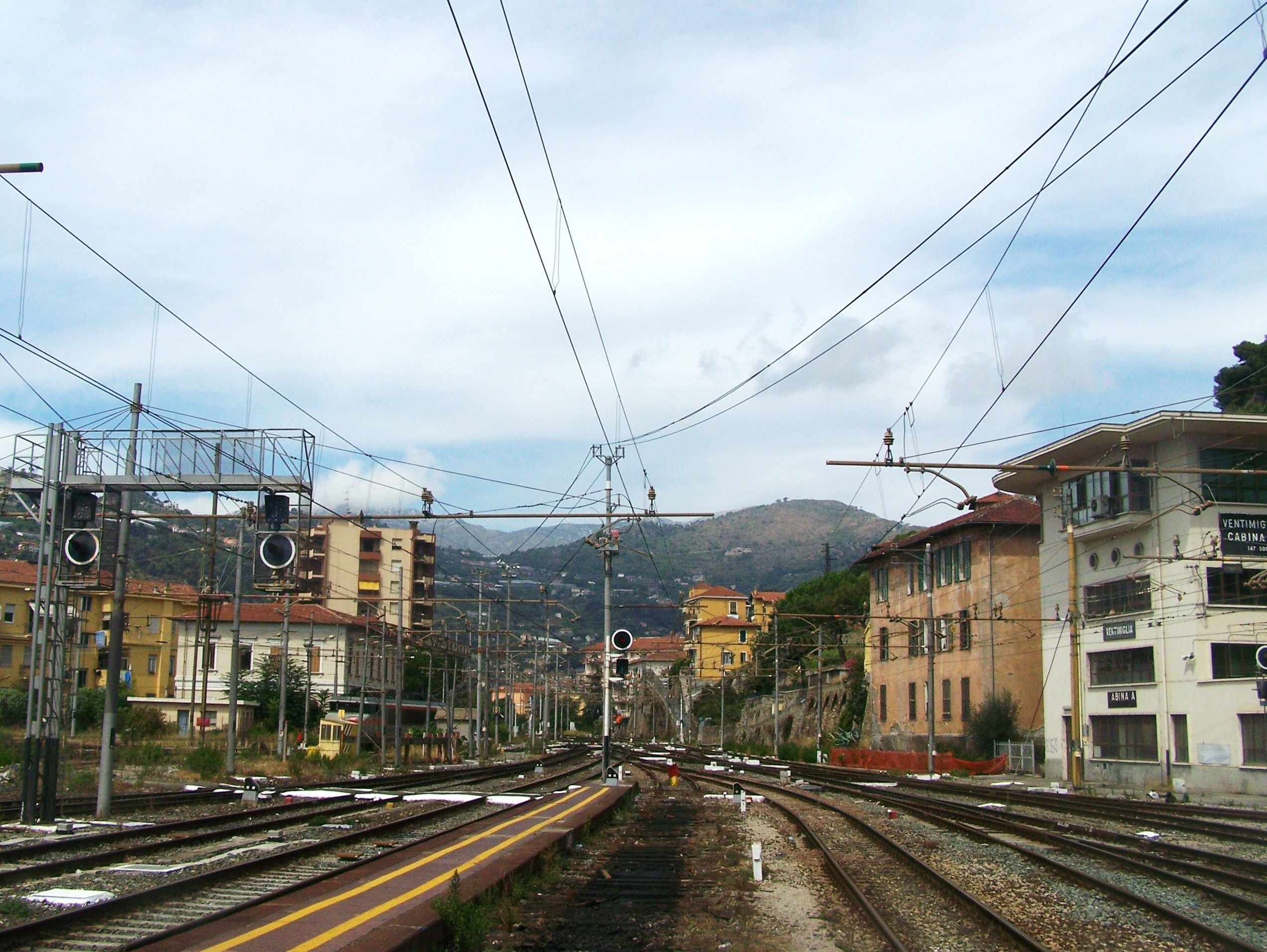
Fin de la ligne Marseille – Vintimille, vue depuis les quais.